# Illiesonemoura ornata
Illiesonemoura ornata är en bäcksländeart som först beskrevs av Mclachlan 1875.  Illiesonemoura ornata ingår i släktet Illiesonemoura och familjen kryssbäcksländor. Inga underarter finns listade i Catalogue of Life.